# 바이 바이 맨
《더 바이 바이 맨》(영어: The Bye Bye Man)는 2017년 미국에서 개봉한 공포 스릴러 영화이다.

## 줄거리
1969년 매디슨 (위스콘신주)에서 한 남자가 자신의 블록에서 사람들을 죽이는 총기 난사 사건이 발생한다. 이웃들을 총으로 쏘면서 그는 계속해서 "말할 수 없는 이름"을 누가 말했는지 묻는다. 그는 "말하지 마, 생각하지 마; 생각하지 마, 말하지 마"라고 계속 반복한다.
현재, 엘리엇과 그의 여자친구 사샤, 그리고 그의 친구 존은 대학 근처의 집으로 이사한다. 엘리엇이 침대 옆 탁자에서 계속해서 다시 나타나는 동전과 "생각하지 마, 말하지 마"라는 글씨와 함께 바이 바이 맨이라는 이름이 쓰여진 것을 발견하는 등 이상한 일들이 벌어지기 시작한다. 친구 킴이 참여하는 교령회 중에 그 이름이 언급된다.
사샤는 병에 걸리고, 엘리엇과 존은 환각을 겪기 시작한다. 한 사서가 엘리엇에게 바이 바이 맨에 대한 서류를 보여준다. 한 십대 소년이 가족을 죽이고 기자에게 바이 바이 맨이 시켰다고 말했다. 그 기자는 나중에 1969년 총기 난사범이 되었다. 킴은 기차에 치여 사망한다. 그녀의 유서에는 그녀가 룸메이트를 죽였으며, 엘리엇, 사샤, 존을 죽일 계획이었다는 내용이 담겨 있다.
엘리엇은 기자의 미망인을 찾아가고, 그녀는 그 저주가 정신 이상, 환각, 그리고 죽음을 유발한다고 말한다. 그것을 막는 유일한 방법은 그의 이름을 생각하거나 그에 대해 말하지 않는 것이다. 이미 아는 사람이 있다면 그들을 죽여야 한다. 그 사서는 집안의 모든 사람을 죽인 후 엘리엇을 다음 대상으로 삼고 있었는데, 엘리엇의 차에 실수로 치여 사망한다.
엘리엇은 존이 사샤를 찌르는 것을 발견하고 그를 쏘지만, 사샤가 존을 찌르고 있었다는 것을 깨닫는다. 바이 바이 맨이 나타나고 엘리엇은 환각을 본다. 그는 동생 버질과 버질의 딸 앨리스를 충분히 멀리 떨어뜨려 놓은 다음 총으로 자살한다.
집으로 돌아오는 길에 앨리스는 침대 옆 탁자에서 동전과 글씨를 발견했지만, 어둠 속에서는 읽을 수 없었다고 말한다. 쇼 형사가 현장에 도착하고, 존이 살아있는 것으로 밝혀진다. 존은 쇼에게 그 이름을 속삭이며, 바이 바이 맨의 저주가 다시 퍼지게 한다.

## 출연
주연
- 더글러스 스미스 - 엘리엇 역
- 크레시다 보나스 - 사샤 역
- 루시엔 라비스카운트 - 존 역
- 제나 카넬 - 킴 역
- 더그 존스 - 바이 바이 맨 역

조연
- 캐리 앤 모스 - 쇼 형사 역
- 마이클 트러코 - 버질 역
- 리 워넬 - 래리 레드몬 역
- 페이 더너웨이 - 위도우 레드몬 역
- 에리카 트렘블레이 - 앨리스 역
- 클레오 킹 - 왓킨스 부인 역